# Pterolophia palauana
Pterolophia palauana är en skalbaggsart som beskrevs av Masaki Matsushita 1935. Pterolophia palauana ingår i släktet Pterolophia och familjen långhorningar. Inga underarter finns listade i Catalogue of Life.